# HD 109246
HD 109246 — звезда, которая находится в созвездии Дракона на расстоянии около 214 световых лет от нас. Вокруг звезды обращается, как минимум, одна планета.

## Характеристики
HD 109246 — солнцеподобная звезда, жёлтый карлик с массой и радиусом, равными 1,01 и 1,02 солнечных соответственно. Температура поверхности составляет приблизительно 5844 кельвинов.

## Планетная система
В 2010 году группой астрономов в рамках программы SOPHIE было объявлено об открытии планеты HD 109246 b в данной системе. Это газовый гигант, обращающийся довольно близко к родительской звезде (около 0,33 а. е.) Его масса равна 77 % массы Юпитера. Открытие было совершено методом измерения лучевых скоростей родительской звезды.